# 動漫

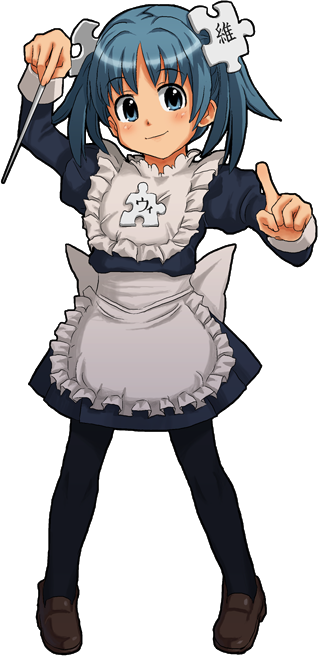
动漫风格的维基娘

動漫一詞有兩個意思，一是作為動畫和漫畫的合稱，二是動畫的同義詞。第二個定義主要流行於中國大陸，一些人視為錯誤用法。
將動畫和漫畫合併為一個單位是亞洲華人地區的愛好者發展出的概念，另外也有加入電玩遊戲的「ACG」或再加入小說的「ACGN」等詞彙。

## 歷史源流
「動漫」一詞的起源，現可考證為1993年創辦的中華動漫出版同業協進會與1998年創刊的動漫資訊類月刊《動漫時代》（Anime Comic Time）。經由雜誌的宣傳，齊概括性在華語地區迅速發展起來，因此常習慣將動畫（animation）、漫畫（comic）、遊戲（game）合稱為ACG，而近年來在輕小說改編的動畫、漫畫、遊戲越來越多之際，又衍生出「ACGN」現在ACG所指內容也涵蓋輕小說，因此雖有人提出使用ACGN作為該詞的演進說法，但實際上大多數場合仍在使用ACG，不過由於輕小說的發展，使用ACGN作代名詞的人群在逐漸增多。
而日本動漫在後期，隨著電玩產業的快速崛起，自1990年代起此三項產業已緊密結合，並在日本形成一個成熟的產業鏈，許多作品企劃都作跨媒體製作以期達到最大收益；也有許多GALGAME被改編成動漫作品，例如《染红的街道》、《ef - a fairy tale of the two.》等等。動漫已經從單單的平面媒體和電視媒體，擴展到電視遊樂器、網際網絡、玩具等許多領域。

## 動漫事業

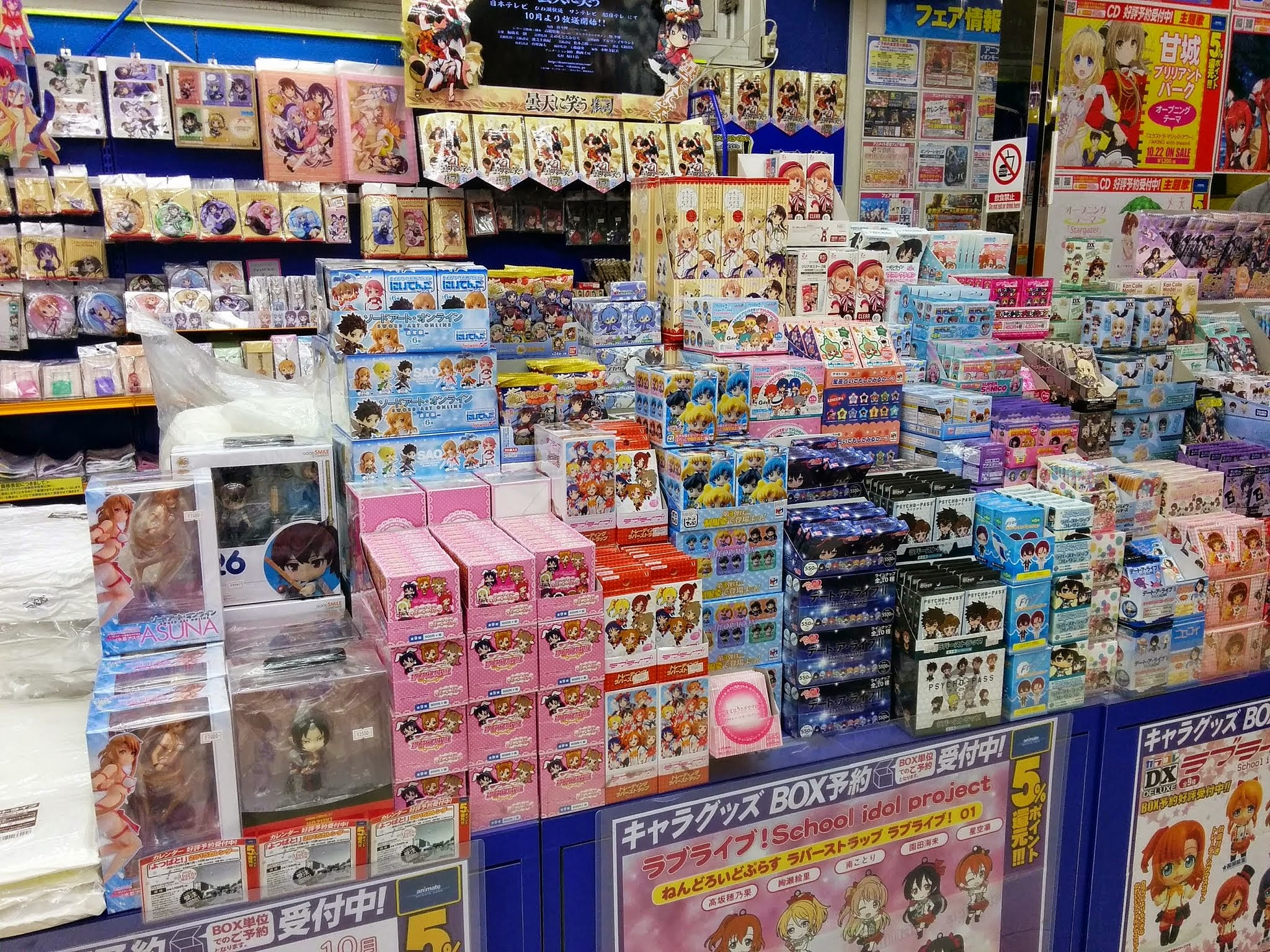
動漫周邊商品

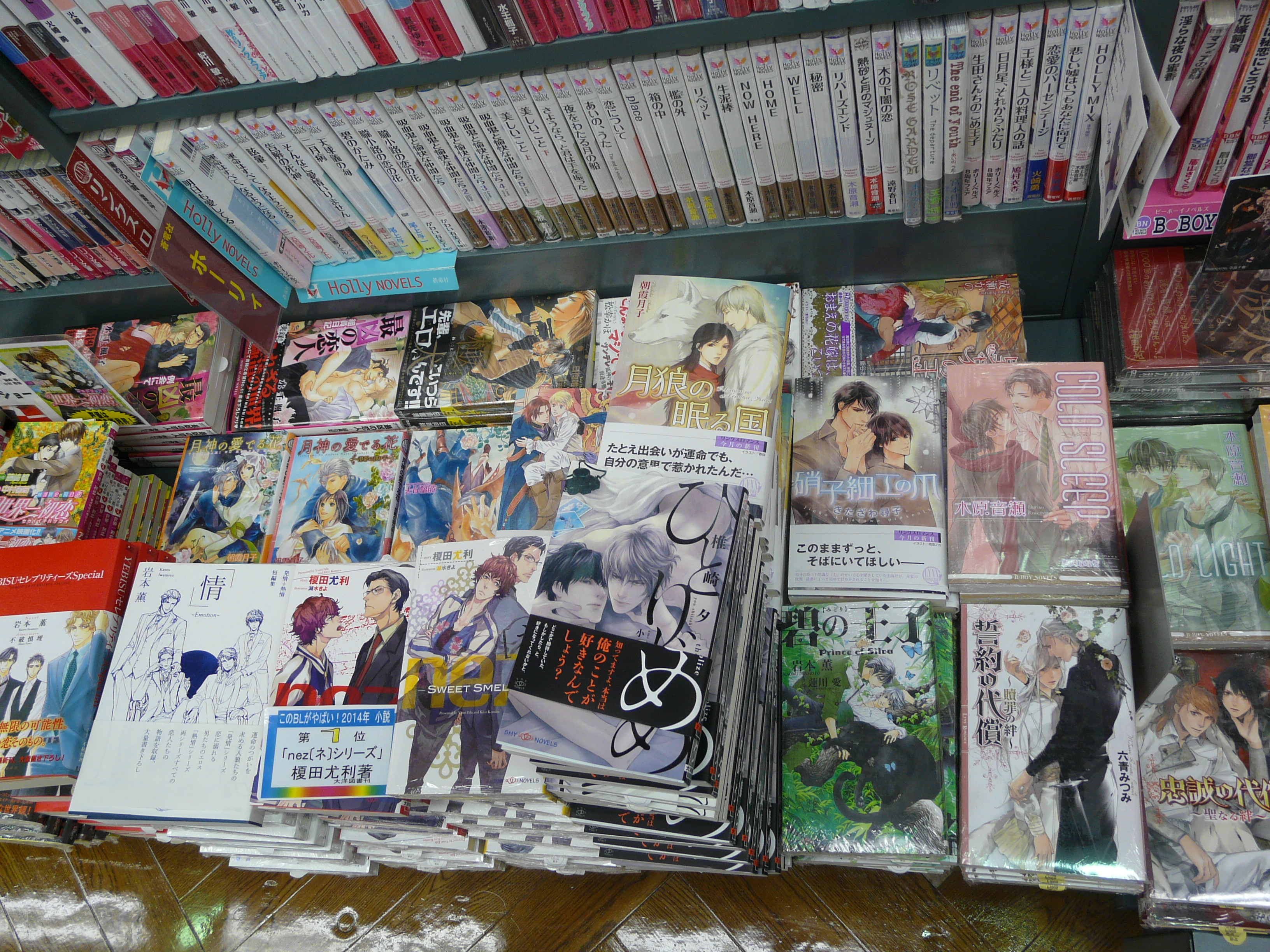
日本漫畫店

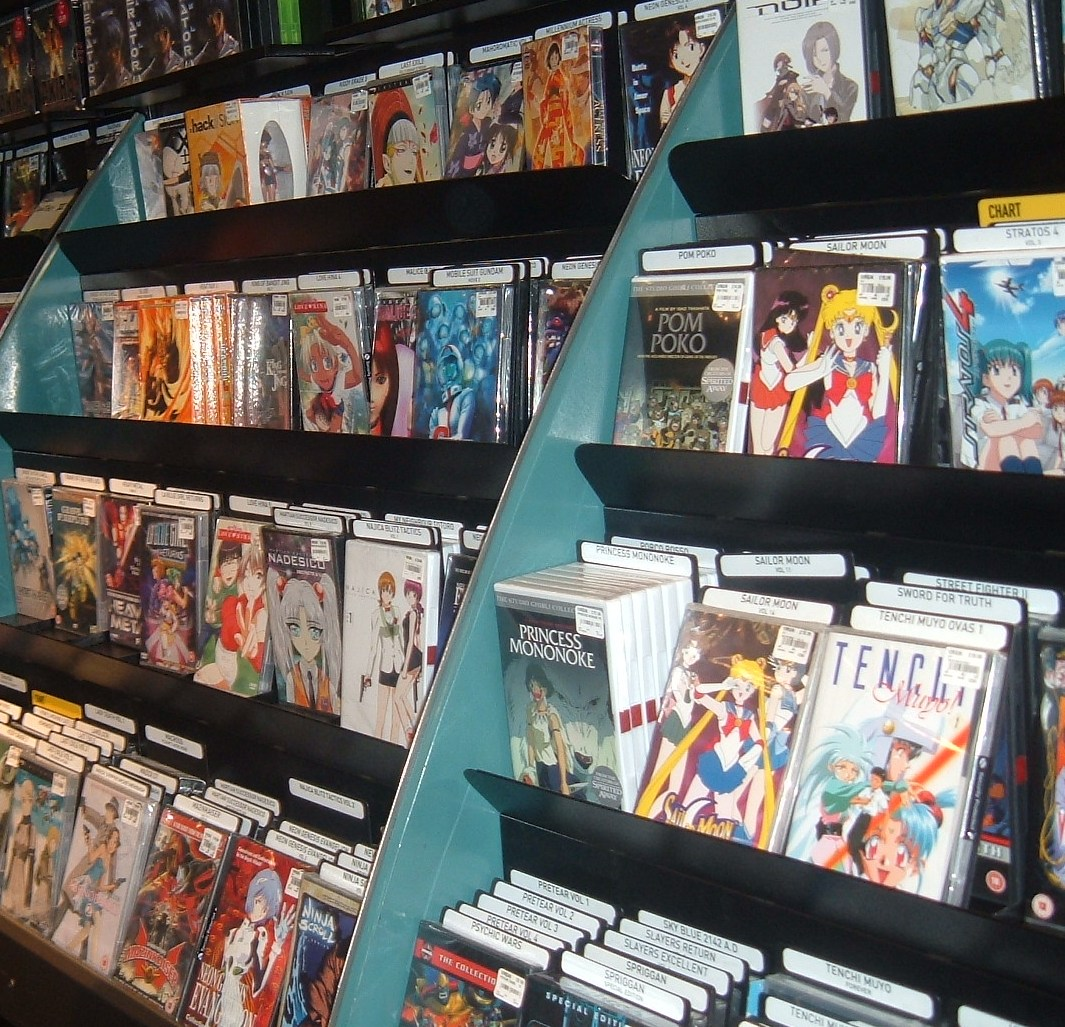
動畫光碟

- 漫畫、小說
  - 出版社
  - 印刷廠
  - 漫畫專賣店
  - 租書店
- 動畫
  - 動畫工作室
  - 製作委員會
- 周邊商品開發商

## 衍生術語
- 同人誌
- 日本動漫迷使用術語列表

## 註腳
1. ↑  現在大多指動漫的遊戲，是指角色扮演遊戲（RPG即 Role-playing game） 為主。
2. ↑  N=Novels，小說。主要指輕小說（Light Novel）。

## 相關
- 中國國際動漫節
- 上海動漫博物館